# Coteaux-de-narbonne
Le vin coteaux-de-narbonne, anciennement vin de pays des coteaux de Narbonne, est un vin français d'indication géographique protégée de zone, produit dans le département de l'Aude.

## Histoire
Le territoire de l'IGP est une zone qui possède une riche histoire. Narbonne fut il y a de ça 2000 ans la capitale de la Gaule romaine. Du fait de sa situation, la ville est un véritable carrefour. C'est là que se croisent la Via Domitia et la Via Aquitania. De plus, la ville possède un port très important. Ainsi, le vignoble de la région de Narbonnaise possède une situation très intéressante. La production peut ainsi être exportée à travers toute l'Europe. 
Les siècles qui vont suivre vont voir le vignoble connaître de nombreux bas.

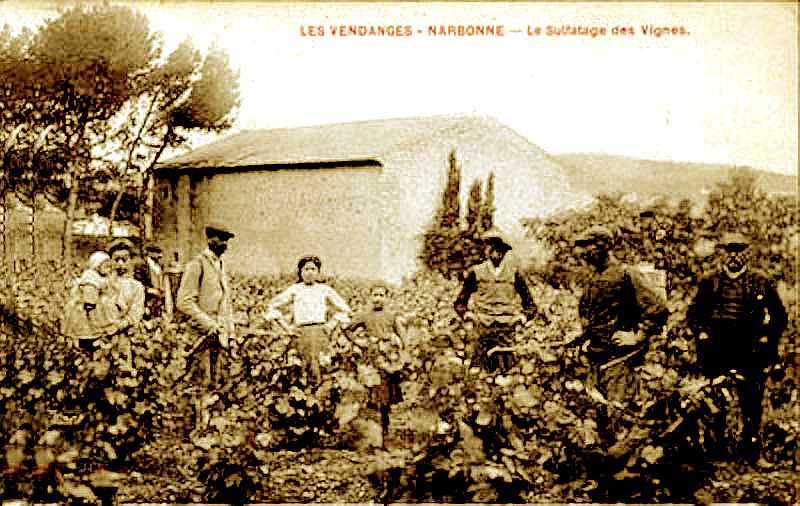
Sulfatage des vignes près de Narbonne

La fin du XIXe et le début du XXe siècle vont marquer un tournant pour le vignoble. Ce dernier va devenir la seule production agricole du territoire, ce qui va entraîner un essor économique de la région. Ce renouveau est en partie lié au fait qu'à la suite de la crise du phylloxera , cette zone a grandement contribué à la reconstruction du vignoble du Languedoc.
Le 25 janvier 1982, le vignoble obtient par décret l'appellation vin de Pays des Coteaux-de-narbonne.

## Géographie

### Aire de l'IGP

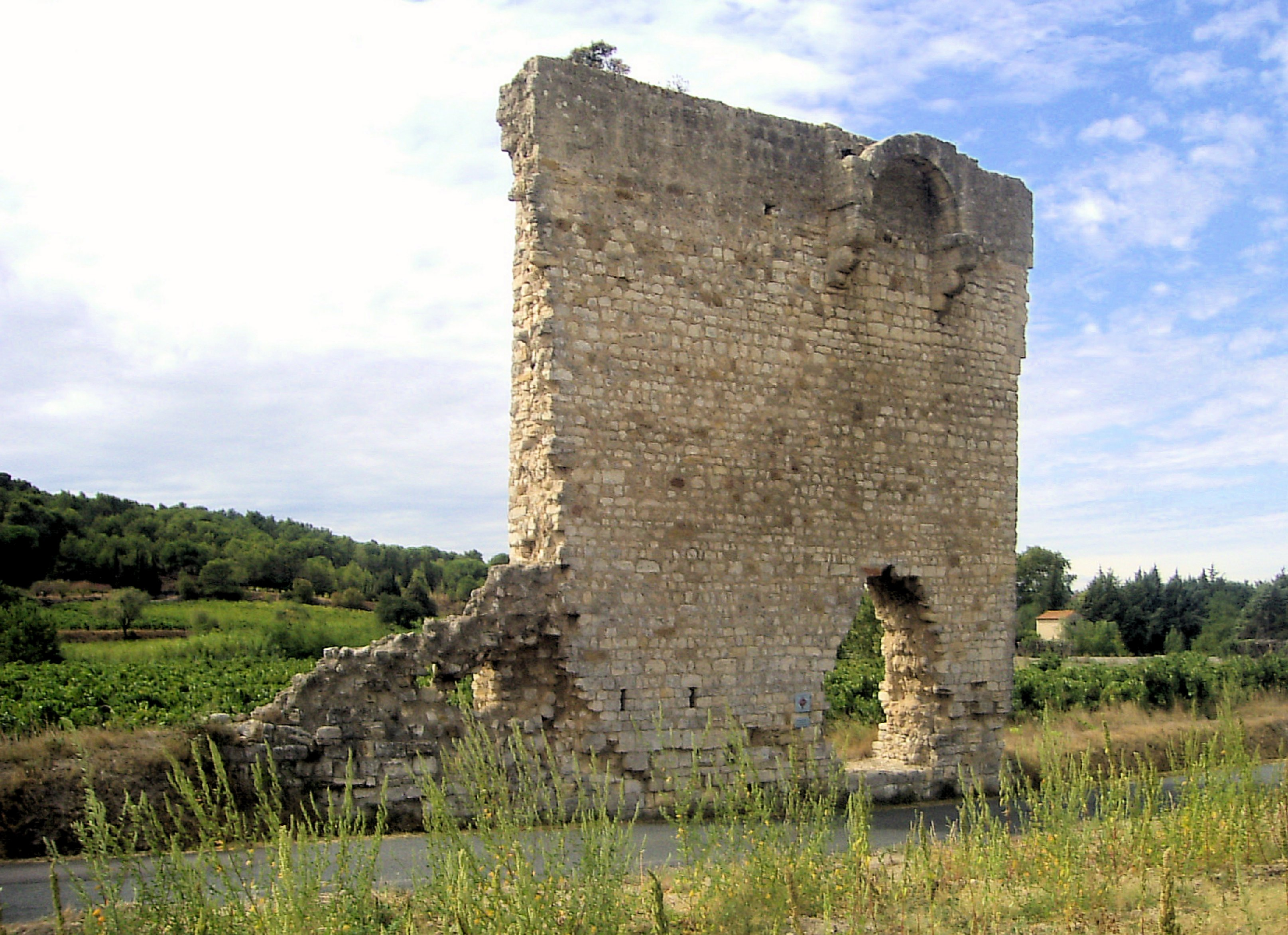
Vignoble du prieuré Saint-Pierre d'Armissan

#### Zone principale
11 communes sont concernées dans l'Aude : Armissan, Coursan, Cuxac-d'Aude, Fleury-d'Aude, Narbonne, Marcorignan, Moussan, Ouveillan, Salles-d'Aude, Sallèles-d'Aude et Vinassan.

#### Zone de proximité immédiate

##### Les communes de l'Aude
15 communes sont concernées dans l'Aude :
Argeliers, Bages, Bizanet, Cuxac d'Aude, Gruissan, Mirepeisset, Montredon-des-Corbières, Névian, Peyriac-de-Mer, Port-la-Nouvelle, Raissac-d'Aude, Saint-André-de-Roquelongue, Saint-Marcel-sur-Aude, Saint-Nazaire-d'Aude et Sigean.

##### Les communes de l'Hérault
7 communes sont concernées dans l'Hérault : Capestang, Cruzy, Lespignan, Montels, Nissan-lez-Enserune, Quarante et Vendres.

## Vignoble

### Encépagement

#### Cépages noirs
Les cépages noirs utilisés sont : l'Alicante henri bouschet N, l'Alphonse lavallée N, l'Aramon N, l'Arinarnoa N, l'Aubun N, le Cabernet franc N, le Cabernet-sauvignon N, le Caladoc N, le Carignan N, le Carmenère N, le Chenanson N, le Cinsaut N, le Cot N, l'Egiodola N, le Fer N, le Gamay N, le Gamay de Chaudenay N, le Ganson N, le Gramon N, le Grenache N, le Jurançon noir N, le Lledoner pelut N, le Marselan N, le Merlot N, la Mondeuse N, le Monerac N, le Morrastel N, le Mourvèdre N, le Muscat de hambourg N, la Négrette N, le Nielluccio N, le Petit verdot N, le Pinot noir N, le Piquepoul noir N, le Portan N, le Ribol N, le Syrah N, le Tannat N, le Tempranillo N et le Terret noir N.

#### Cépages blancs
Les cépages blancs utilisés sont : l'Altesse B, l'Alvarinho B, l'Aranel B, l'Arriloba B, le Bourboulenc B, le Carignan blanc B, le Chardonnay B, le Chasan B, le Chasselas B, le Chenin B, la Clairette B, le Colombard B, le Danlas B, le Grenache blanc B, le Gros manseng B, le Listan B, le Macabeu B, le Marsanne B, le Mauzac B, le Muscat à petits grains blancs B, le Muscat d'Alexandrie B, le Parellada B, le Petit manseng B, le Pinot blanc B, le Piquepoul blanc B, le Riesling B, le Roussanne B, le Sauvignon B, le Semillon B, le Sylvaner B, le Terret blanc B, le Tourbat B, L'Ugni blanc B, le Verdelho B, le Vermentino B, le Villard blanc B et le Viognier B.

#### Cépages gris
Les cépages gris utilisés sont : le Grenache gris G, le Pinot gris G, le Sauvignon gris G et le Terret gris G.

#### Cépages roses
Les cépages roses utilisés sont : le Chasselas rose Rs, la Clairette rose Rs, le Gewurztraminer Rs et le Mauzac rose Rs.

#### Cépages rouges
Les cépages rouges utilisés sont : le Cardinal Rg et le Muscat à petits grains rouges Rg.

### Types de vin
Il existe 6 labellisations différentes :
- Coteaux de Narbonne blanc[1]
- Coteaux de Narbonne rosé[2]
- Coteaux de Narbonne rouge[3]
- Coteaux de Narbonne primeur ou nouveau blanc[4]
- Coteaux de Narbonne primeur ou nouveau rosé[5]
- Coteaux de Narbonne primeur ou nouveau rouge[6]

### Vin et gastronomie

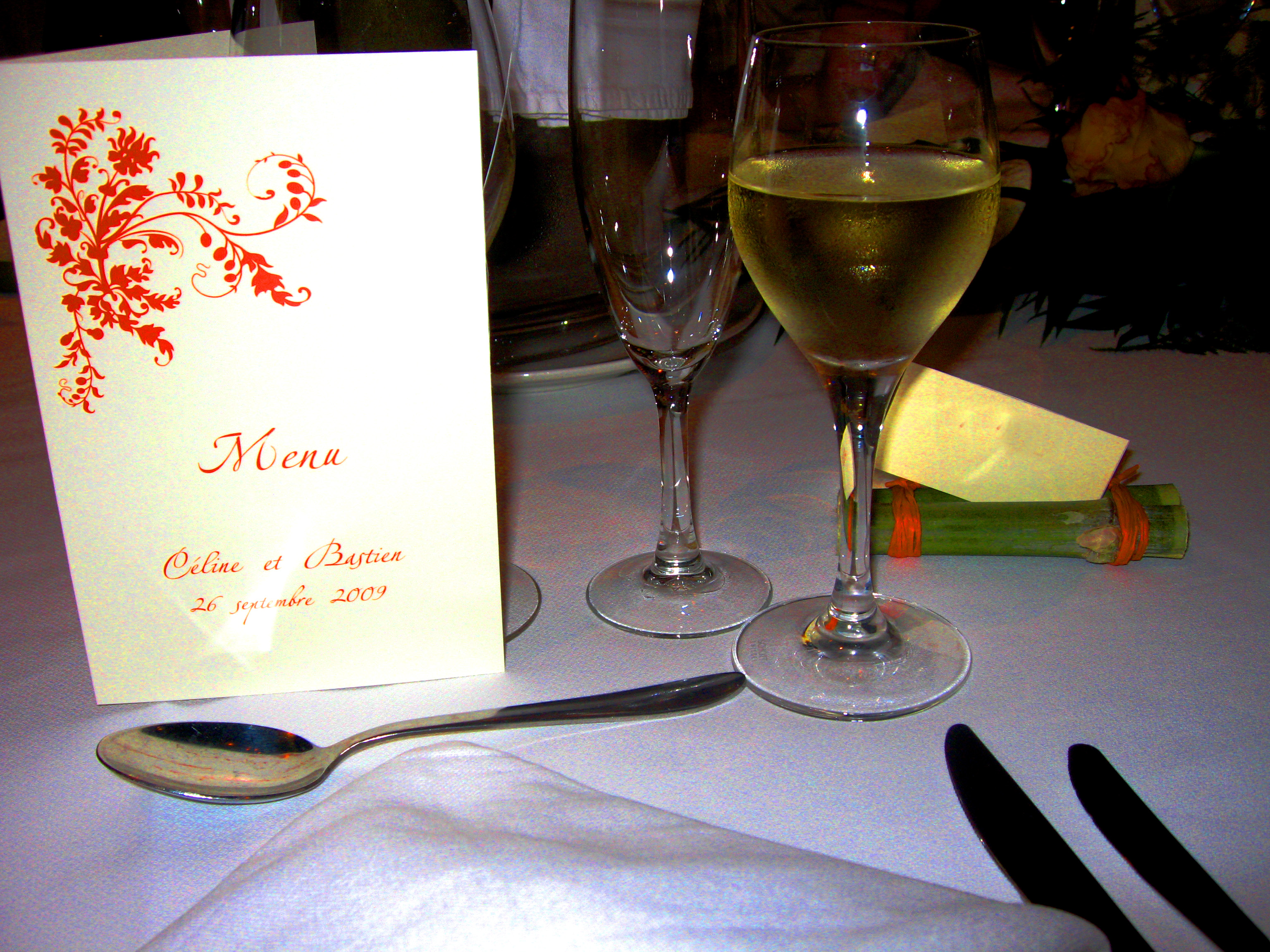
IGP Coteaux-de-narbonne blanc
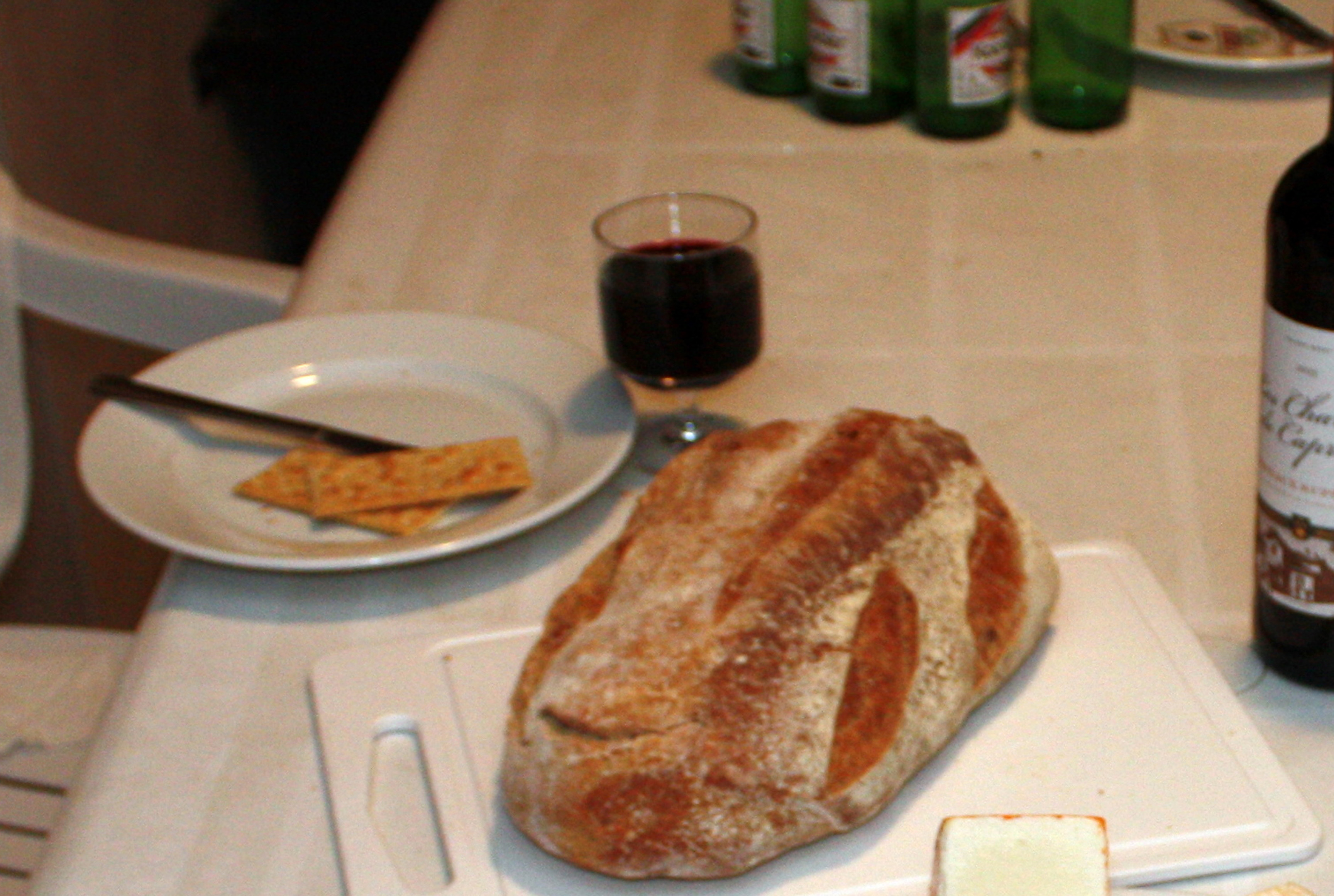
IGP Coteaux-de-narbonne rouge